# Jennifer Rush (Album)
Jennifer Rush ist das Debütalbum der US-amerikanischen Rock- und Pop-Sängerin Jennifer Rush. Es erschien am 2. März 1984 über das Label CBS Records und zählt mit mehr als einer Million verkauften Exemplaren zu den meistverkauften Musikalben in Deutschland.

## Produktion
Jennifer Rush wurde von den deutschen Musikproduzenten Gunther Mende und Candy de Rouge produziert. Beide fungierten neben Jennifer Rush und den Songwritern Mary Susan Applegate, Marcy Levy, Patrick Henderson, Richard Feldmann und Erich Klapperton auch als Autoren der Lieder.

## Covergestaltung
Das Album erschien mit zwei verschiedenen Covern. Das erste zeigt Jennifer Rush, die eine Jeansjacke trägt und den Betrachter ansieht. Links oben im Bild befindet sich der weiße Schriftzug Jennifer Rush, der rot unterstrichen ist. Der Hintergrund ist grau-braun gehalten. Auf dem zweiten Cover ist ebenfalls die Sängerin zu sehen. Sie ist in Schwarz gekleidet und blickt den Betrachter an, wobei sie mit beiden Händen in ihre Haare greift. Rechts oben befinden sich der rot-unterstrichene, schwarze Schriftzug Jennifer Rush sowie die Anmerkung International Version. Der Hintergrund ist grau gehalten.

## Titelliste
| #  | Titel                          | Länge |
| -- | ------------------------------ | ----- |
| 1  | Madonna’s Eyes                 | 3:30  |
| 2  | 25 Lovers                      | 3:37  |
| 3  | Come Give Me Your Hand         | 3:49  |
| 4  | Nobody Move                    | 3:32  |
| 5  | Never Gonna Turn Back Again    | 3:28  |
| 6  | Ring of Ice                    | 3:50  |
| 7  | Into My Dreams                 | 4:00  |
| 8  | I See a Shadow (Not a Fantasy) | 4:20  |
| 9  | Surrender                      | 3:15  |
| 10 | The Power of Love              | 6:00  |

## Kommerzieller Erfolg

### Chartplatzierungen und Singles
Jennifer Rush stieg am 8. Oktober 1984 auf Platz 41 in die deutschen Albumcharts ein und erreichte am 4. März 1985 mit Rang zwei die beste Platzierung, auf der es sich zwei Wochen lang hielt. Insgesamt konnte es sich 97 Wochen in den Top 100 halten, davon 24 Wochen in den Top 10. Ebenfalls die Top 10 belegte das Album unter anderem in Schweden, der Schweiz, Österreich und im Vereinigten Königreich. In Spanien und Norwegen erreichte es sogar für jeweils neun Wochen die Chartspitze. Dagegen konnte sich das Album in den Vereinigten Staaten nicht platzieren. In den deutschen Jahrescharts 1985 belegte Jennifer Rush Position sechs und 1986 Platz 15.
| ChartsChartplatzierungen     | Höchstplatzierung | Wochen |
| ---------------------------- | ----------------- | ------ |
| Deutschland (GfK)            | 2 (97 Wo.)        | 97     |
| Österreich (Ö3)              | 5 (25 Wo.)        | 25     |
| Schweiz (IFPI)               | 3 (25 Wo.)        | 25     |
| Vereinigtes Königreich (OCC) | 7 (35 Wo.)        | 35     |

| ChartsJahrescharts (1985)    | Platzierung |
| ---------------------------- | ----------- |
| Deutschland (GfK)            | 6           |
| Vereinigtes Königreich (OCC) | 55          |

| ChartsJahrescharts (1986)    | Platzierung |
| ---------------------------- | ----------- |
| Deutschland (GfK)            | 15          |
| Österreich (Ö3)              | 12          |
| Vereinigtes Königreich (OCC) | 92          |

Bereits im Jahr 1983 wurden die Singles Into My Dreams und Come Give Me Your Hand veröffentlicht, die sich nicht in den Charts platzieren konnten. Im Mai 1984 erschien die dritte Auskopplung 25 Lovers, die Platz 25 in Deutschland erreichte. Es folgte im September 1984 der Song Ring of Ice, der Rang 22 in den deutschen Charts belegte. Am 10. Dezember 1984 wurde die Single The Power of Love veröffentlicht, die zu Jennifer Rushs größtem internationalen Hit wurde und unter anderem die Chartspitze im Vereinigten Königreich, in Österreich, Norwegen und Neuseeland erreichte, während das Lied in Deutschland Position neun belegte. 1986 folgte noch der Song Madonna’s Eyes als sechste und letzte Auskopplung, die wiederum die Charts verpasste.

### Auszeichnungen für Musikverkäufe
Jennifer Rush wurde im Jahr 1989 in Deutschland für mehr als eine Million verkaufte Einheiten mit einer doppelten Platin-Schallplatte ausgezeichnet, womit es zu den meistverkauften Musikalben des Landes gehört.
| Land/Region                  | Auszeichnungen für Musikverkäufe (Land/Region, Auszeichnung, Verkäufe) | Verkäufe  |
| ---------------------------- | ---------------------------------------------------------------------- | --------- |
| Deutschland (BVMI)           | 2× Platin                                                              | 1.000.000 |
| Kanada (MC)                  | Platin                                                                 | 100.000   |
| Neuseeland (RMNZ)            | Platin                                                                 | 15.000    |
| Norwegen (IFPI)              | Platin                                                                 | 100.000   |
| Schweiz (IFPI)               | Platin                                                                 | 50.000    |
| Vereinigtes Königreich (BPI) | Platin                                                                 | 300.000   |
| Insgesamt                    | 7× Platin ·                                                            | 1.565.000 |